# 加藤直之

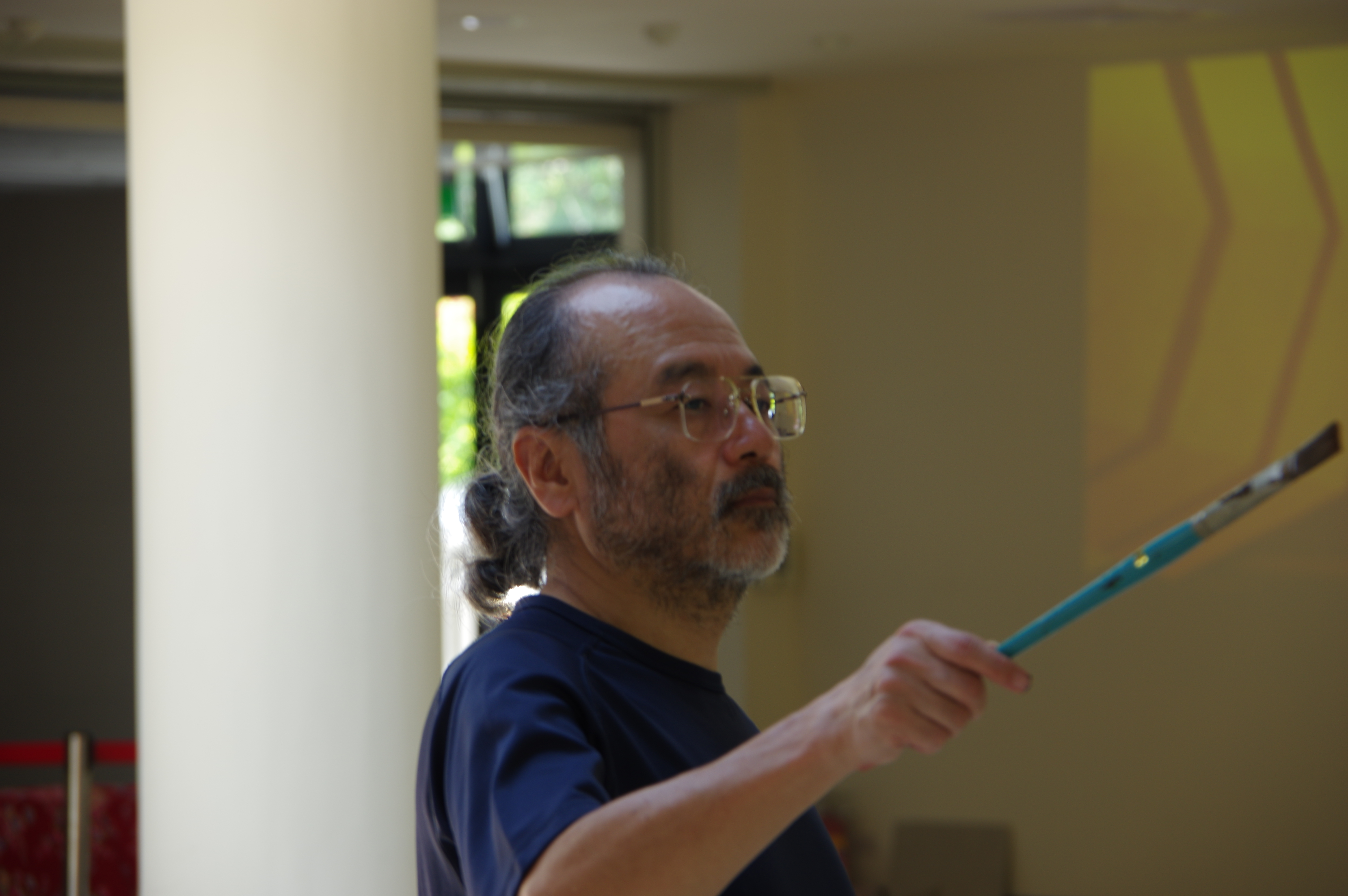
加藤直之

加藤 直之（かとう なおゆき、1952年 - ）は、日本のイラストレーター。スタジオぬえ所属。静岡県浜松市出身。
日本SF作家クラブ会員。

## 略歴
装画家武部本一郎に影響され、SFイラストレーターを志す。千代田デザイナー学院在学時に同人会SFセントラルアートに入り、スタジオぬえ設立メンバーのひとりとなる。テレビアニメ『宇宙戦艦ヤマト』ではぬえのメンバーと共にメカデザイン作業に参加した。
1974年、早川SFコンテスト・アート部門に1位入賞し、早川書房の「SFマガジン」やSF小説の表紙絵や挿絵を描き始める。文庫版『宇宙の戦士』のパワードスーツのイラストは日本のSF界に大きな影響を与えた。また、『銀河英雄伝説』では宇宙艦艇をデザインし、アニメ版のメカニックデザインも担当した。
日本SF大会にて、1979年（第10回）、2008年（第39回）、2009年（第40回）、2010年（第41回）、2011年（第42回）、2014年（第45回）、2017年（第48回）、2019年（第50回）の通算8回星雲賞アート部門を受賞している。1997年、日本出版美術家連盟大賞を受賞。
SF・ファンタジーを中心に、作品世界をリアルに描出する画風が特徴。小説以外にパッケージアートやポスター、広告なども手掛ける。水彩画やアクリル画に加え、1990年代以降、意欲的にコンピュータグラフィックスによる2D/3DCG作品も制作。現在はアナログ／デジタルを併用して作品を描いている。
自転車好きとしても有名。

## 代表的な仕事

### パワードスーツ
SF小説『宇宙の戦士』に登場する機動歩兵の防護強化服をビジュアライズし、早川SF文庫版の表紙・口絵・挿絵などに描いたもの。根強い人気を持ち、SFアニメのリアルロボット路線にも影響を与えた。1975年のSFマガジンに掲載された加藤のイラストを雛形に、スタジオぬえの同僚宮武一貴との共同作業でデザインされた。加藤はその後もOVA版『宇宙の戦士』や立体商品のパッケージイラストを手掛け、文庫版の新表紙も描いた。
立体商品は、宮武が1979年のSFマガジンで公開した5面図を基にしたものが多かったが、2001年に海洋堂がアクションフィギュアを企画した際、加藤が3DCGでモデリングを監修した。兵士が「着用する」前提でプロポーションを見直し、特に小説挿絵の「前屈して卵を拾うポーズ」の再現にこだわっている。この路線はウェーブのプラモデル企画でも継続された。

### 沈黙の美女
1992年に朝日グラフでシリーズ企画された3DCG作品。グラフィックソフトShadeを用いた立体キャラクター制作の先駆例であり、3次元ヴァーチャルアイドルの原型ともいえる。一般メディアにも注目され、アイドル千葉麗子をモデルとした広告「ヴァーチャル・レイコ」（日立マクセル）へと発展した。

## 主な仕事

### 雑誌・小説
- SFマガジン （早川書房　月刊雑誌） - 1977年-1984年、2004-2005年の表紙
- SFアドベンチャー （徳間書店　月刊雑誌） - 1988-1990年の表紙
- グイン・サーガシリーズ （栗本薫：作　早川書房ハヤカワ文庫） - 表紙、挿絵（正伝1 - 19巻、外伝1 - 5巻で担当）
- 銀河英雄伝説シリーズ （田中芳樹：作　徳間書店トクマ・ノベルズ） - 表紙、挿絵
- 銀河辺境シリーズ （A・バートラム・チャンドラー：作　野田昌宏：訳　早川書房ハヤカワ文庫） - 表紙、挿絵
- 銀河乞食軍団シリーズ （野田昌宏：作　早川書房ハヤカワ文庫） - 表紙、挿絵
- 宇宙の戦士 （ロバート・A・ハインライン：作　矢野徹：訳　早川書房ハヤカワ文庫） - 表紙、挿絵
- さよならジュピター （小松左京：作　徳間書店ソフトカバー単行本） - 表紙
- J・P・ホーガン（東京創元社・早川書房）の全作品のカバーイラスト
- 小説 宇宙戦艦ヤマト2199［上］［下］ （豊田巧：著　マッグガーデン・ノベルズ） - カバーイラスト
- 小説 宇宙戦艦ヤマト2199 星巡る方舟（豊田巧：著　マッグガーデン・ノベルズ） - カバーイラスト

#### 武部本一郎の後継
武部本一郎の死後、ハヤカワ文庫、創元推理文庫、創元SF文庫のエドガー・ライス・バローズ作品は加藤が受け継いだ。なお、『南海の秘境』、『風雲のメキシコ』、『砂漠のプリンス』の3作は斉藤寿夫による。
ハヤカワ文庫特別版SF（ターザン・シリーズ）
- 『ターザンと呪われた密林』（1980年11月10日）
- 『ターザンと豹人間』（1982年4月10日）
- 『ターザンの逆襲』（1982年7月10日）

創元推理文庫
- 『ルータ王国の危機』（1981年7月24日）
- 『カリグラ帝の野蛮人』（1982年11月5日）
- 『ウォー・チーフ』（1989年1月27日）
- 『アパッチ・デビル』（1989年2月17日）

創元SF文庫
- 『ターザン』（1999年8月20日）
- 『ターザンの帰還』（2000年6月23日）

### パッケージイラスト
- ハセガワ 1/1500プラモデル アルカディア号
  - 宇宙海賊戦艦 アルカディア（劇場版「銀河鉄道999」より） - 初回生産品にのみ、パッケージイラストにダメージ表現を加えたA3サイズのポスターが付属。
  - 宇宙海賊戦艦 アルカディア 二番艦（1978TVアニメ版）

### 単行本
- シェード・マジック―3Dプロフェッショナルの知恵とワザ（加藤直之、三阪英一、佐藤千洋、ディー・アート、1998年）
- 奇想天外SF兵器 （渓由葵夫：著　新紀元社） - 表紙・イラスト
- 世界一周バイクの旅十五万キロ[アフリカ・中東編] （坪井伸吾：著　ラピュータ） - 表紙・挿絵
- 和田サイクルおすすめ 小径車の愉しみ方  （和田良男：著　ラピュータ） - イラスト・漫画
- 武部本一郎SF挿絵原画蒐集　上・下（武部本一郎：作　ラピュータ） - 監修

### 映像関連
- ひらけ!ポンキッキ （歌「宇宙船地球号のマーチ」、「そらとぶさんりんしゃ」のグラフィックなどを担当）
- 宇宙戦艦ヤマト （メカニックデザイン清書及び作成）
- 銀河英雄伝説 （アニメ版のメカニックデザイン）
- 宇宙の戦士 （OVA版パッケージイラスト)
- 宇宙戦艦ヤマト2199 （宣伝ビジュアル協力）

### ゲーム
- ガーディック外伝（パッケージイラスト）
- スーパーアレスタ （パッケージイラスト、挿絵）
- トラベラー （パッケージイラスト、挿絵）
- 銀河英雄伝説 （パッケージイラスト、ポスター）
- ディガンの魔石　（美術監督、イラスト原画）
- カルドセプト　（メインビジュアル）

## 画集
- 加藤直之画集（朝日ソノラマ、1981年 ISBN 9784257031406）
- 加藤直之画集II（朝日ソノラマ、1983年 ISBN 9784257031758）
- 加藤直之画集III（朝日ソノラマ、1987年 ISBN 9784257032281）
- SF画家加藤直之 美女・メカ・パワードスーツ（ラピュータ、2006年 ISBN 9784947752642）
- SF画家加藤直之 時空間画抄（ラピュータ、2007年 ISBN 9784947752574）
- 機甲天使ガブリエル（ラピュータ、2008年 ISBN 9784947752840） - 宮武一貴と共著
- 加藤直之グイン・サーガ画集（早川書房、2010年 ISBN 9784152091208）
- 宇宙戦艦ヤマト2199 加藤直之 ARTWORKS（マッグガーデン、2014年 ISBN 9784800003393）